# Plantago serraria
Plantago serraria é uma espécie de planta com flor pertencente à família Plantaginaceae. 
A autoridade científica da espécie é L., tendo sido publicada em Syst. Nat., ed. 10. 2: 896. 1759.
Os seus nomes comuns são pé-de-corvo, pulgueira ou tanchagem-alvacenta.

## Portugal
Trata-se de uma espécie presente no território português, nomeadamente em Portugal Continental.
Em termos de naturalidade é nativa da região atrás indicada.

## Protecção
Não se encontra protegida por legislação portuguesa ou da Comunidade Europeia.